# Natalia Tułasiewicz
Blahoslavená Natalia Tułasiewicz (9. dubna 1906, Řešov – 31. března 1945, Koncentrační tábor Ravensbrück) byla polská učitelka, vedoucí Katolického laického apoštolátu a laička arcidiecéze Poznaň.

## Život
Narodila se 9. dubna 1906 v Řešově. Od roku 1913 navštěvovala základní školu v Kętách a roku 1917 vstoupila na soukromé ženské gymnázium v Krakově. Když se v roce 1921 její rodina odstěhovala do Poznaně, začala studovat na gymnáziu Sester uršulinek římské unie a ukončila ho roku 1926. Po ukončení studia na gymnáziu, začala studoval na Poznaňské univerzitě polskou filologii. Svá studia ukončila roku 1931 a roku 1932 získala titul magistra. Název magisterské práce byl "Mickiewicz a hudba".
V letech 1931 – 1937 působila jako učitelka v Poznani na: Soukromé koadukační škole Svatého Kazimíra, Gymnáziu Sester voršilek římské unie. Roku 1938 odcestovala do Itálie.
Po vyhnání, spolu s celou rodinou z Poznaně v roce 1939, pracovala na tajném studiu v Krakově.
Roku 1943 pobývala v Hannoveru jako zástupce londýnské vlády a laického apoštolátu v rámci odboru pastorální podzemní organizace "Západ". Její poslaní bylo pracovat v továrně mezi pracovníky. Na jaře 1944 byla ohrožena z důvodu neopatrnosti polského kurýra. Za půl roku byla v Hannoveru a v Kolíně nad Rýnem uvězněna a byla podrobena velkému vyšetřování. Byla odsouzena a odvezena s trestem smrti do Koncentračního tábora Ravensbrück, kde zemřela 31. března 1945.

## Beatifikace
Blahořečena byla dne 13. června 1999 papežem sv. Janem Pavlem II. ve skupině 108 polských mučedníků nacistické doby.

## Odkazy

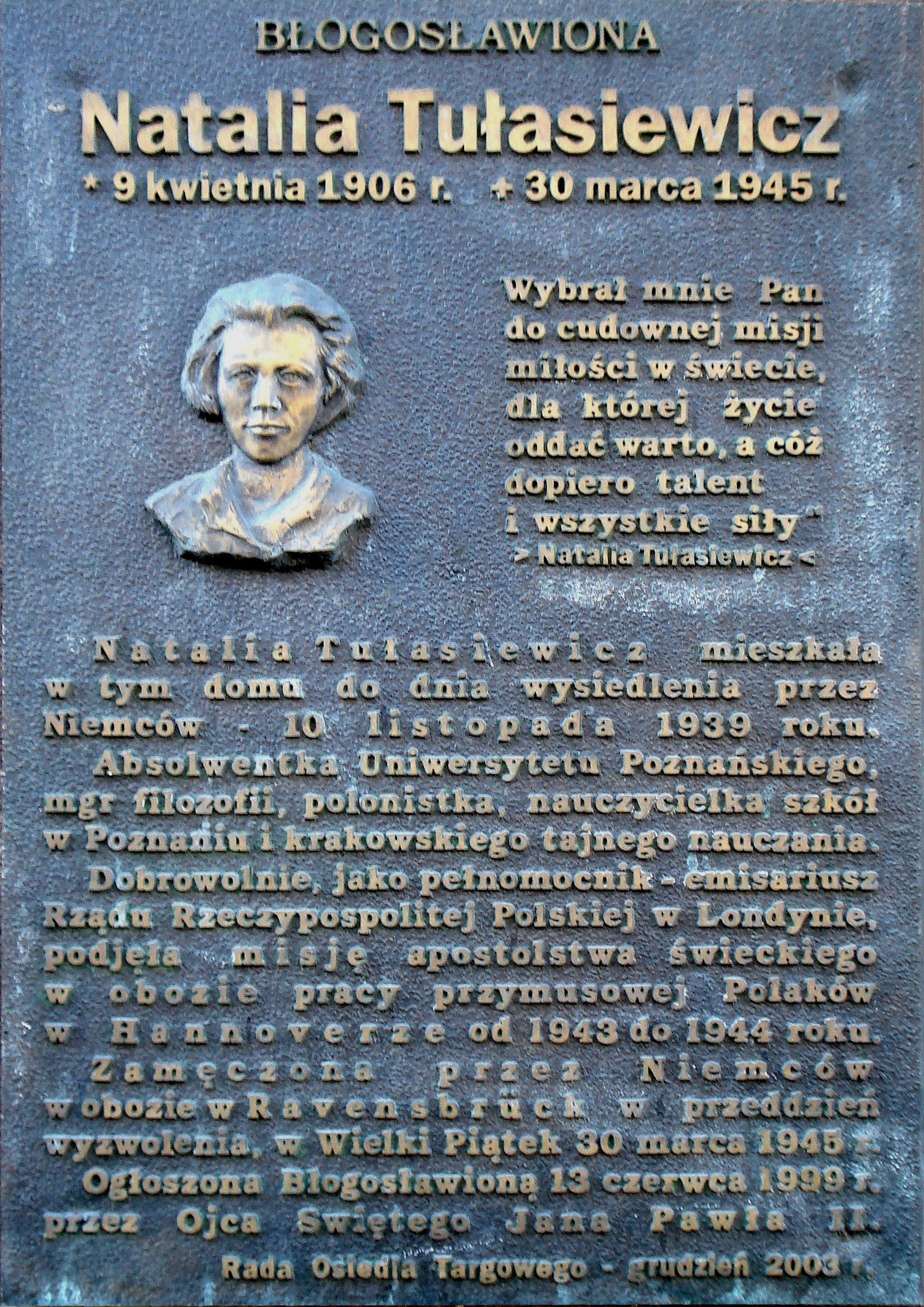
Pamětní deska v Poznani